# Monte Drum
El monte Drum es un estratovolcán en las montañas Wrangell del este-centro de Alaska en los Estados Unidos. Se encuentra en el extremo occidental extremo de Wrangells, 29 km al oeste-suroeste del monte Sanford y a la misma distancia al oeste-noroeste del monte Wrangell. Se encuentra dentro del límite occidental del parque nacional y reserva Wrangell-San Elías, 40 km al este del río Copper.
Drum estuvo activo hace entre 650 000 y 240 000 años. A fines de ese período, varias cúpulas dacíticas separadas se formaron en un círculo aproximado alrededor de la cumbre actual en un radio de aproximadamente 6 km; uno de estos domos es el Snider Peak actual (2515 m o 8250 pies) al sur del pico principal.
Los efectos de esta fase explosiva todavía se pueden ver en la cara sur particularmente empinada del Monte Drum sobre el glaciar Nadina.
El Monte Drum está flanqueado al oeste por los volcanes de lodo Arbusto y Klawasi. En tiempos históricos, la única actividad en la vecindad del Tambor ha sido el lodo y el gas emitidos por este grupo.